# Альманах
Альмана́х (от араб. ألمناخ‎ «астрономический календарь») — разновидность серийного издания, продолжающийся сборник литературно-художественных и/или научно-популярных произведений, объединённых по какому-либо признаку (тематическому, жанровому, идейно-художественному и т. п.).
В отличие от журнала — выходит обычно раз в год, не всегда с одной и той же периодичностью или вовсе представляет собой непериодический сборник, содержащий сведения из различных областей общественной деятельности, обычно с указанием литературных новинок, научных достижений, законодательных изменений и т. д., приближаясь к типу календарей-справочников.

## История

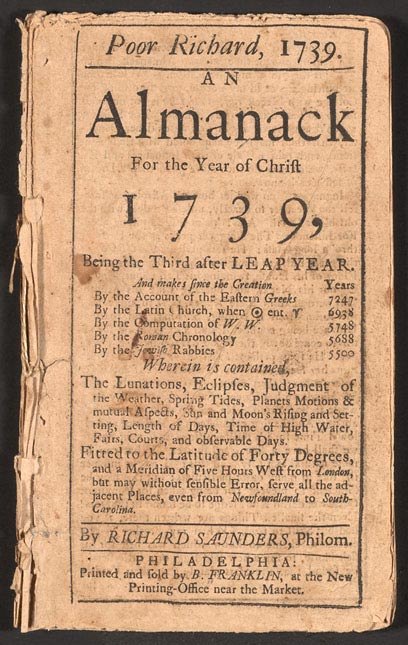
Альманах 1739 года.

Ибн аль-Банна аль-Марракуши (1256 – 1321) был первым, кто использовал выражение «альманах».
Первоначально альманахи представляли собой астрономические календари и таблицы (рукописные в XIV веке и печатные с конца XV века). Впоследствии стали включать астрологические указания, предсказания и разные заметки. 
Альманахи древних римлян содержали даты их религиозных праздников. 
Альманахи египтян представляли собой каменные таблички, указывавшие движение планет. 
В Норвегии и Дании в древние времена в ходу были альманахи-пластинки из дерева или меди, на которых насечками отмечались важные даты.
Первый в Европе печатный альманах был издан в 1457 году в Вене. Даже неграмотные могли его использовать благодаря символическому изображению астрономических и погодных явлений. Он содержал даты полнолуний и сведения о движении планет, а также прогнозы пожаров, засух и голода.
Французский «Almanache royal» (выходил с 1679 года в Париже) содержал сведения о дворцовых праздниках и ярмарках. С 1699 года в нём печатались также сведения по генеалогии французского королевского дома, списки дворян и высшего духовенства. Такого рода альманахи появились и в других странах.
Некоторые из них стали включать, помимо календарных и иных сведений, также анекдоты, стихотворения, короткие рассказы.
С развитием собственно печатных календарей в XVIII веке, альманахи приобрели характер особого типа разнообразных периодических книжных изданий. Возникли генеалогические, хозяйственные, дипломатические, собственно литературные альманахи.

## Литературные альманахи
Со временем альманахи становились всё более содержательными и к настоящему времени являются сборниками всякого рода полезной информации, большая часть которой представляет текущий интерес. Альманахи, составленные по типу энциклопедий, иногда называются ежегодниками, поскольку они издаются каждый год и календарные сведения в них обновляются.
Пожалуй, наиболее известным и востребованным справочником подобного рода является «Альманах старого Мура», основанный Фрэнсисом Муром из семьи Чарльза Мура в 1700 году под названием «Vox Stellarum» (голос звёзд).
Особенно большое распространение (первоначально в Западной Европе, а потом и во всех странах) получили литературно-художественные альманахи.
Первые литературные альманахи появились во Франции в середине XVIII века («L’Almanach des Muses», Париж, 1746−1833). Из более поздних известны «Almanach de la littérature, du théâtre et des beaux-arts» (1853−1869), «Almanach parisien» (1862−1870). В Германии первым литературным альманахом был «Musenalmanach», выходивший в Гёттингене в 1770−1807, затем «Musen-Almanach» — ежегодный сборник непубликовавшихся стихотворений, издаваемый Ф. Шиллером (1796−1800).

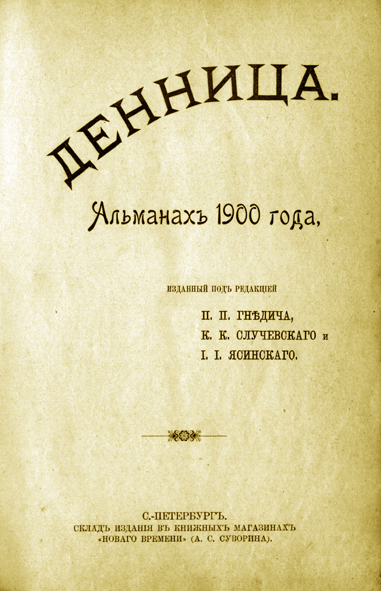
Альманах «Денница» 1900 г.

В России альманахи появились в конце XVIII века. В 1796 году Н. М. Карамзин выпустил в подражание западным альманахам сборник «Аониды», который считается первым русским литературным альманахом. В конце 1820-х — начале 1830-х годов в России ежегодно выходило около двадцати альманахов. А. С. Пушкин в 1827 году писал: «Альманахи сделались представителями нашей словесности. По ним со временем станут судить о её движении и успехах». Позднее В. Г. Белинский называл эту эпоху «альманачным периодом» и писал, что «русская литература была по преимуществу альманачною».
Среди русских альманахов наиболее известны те, которые оставили важный след в развитии русской литературы: «Полярная звезда» (1823−1825; 3 книги), издававшаяся А. А. Бестужевым и К. Ф. Рылеевым с участием Ф. В. Булгарина, А. С. Грибоедова, В. А. Жуковского, И. А. Крылова, А. С. Пушкина, Е. А. Баратынского, П. А. Вяземского, В. К. Кюхельбекера, Ф. Н. Глинки и др.; «Мнемозина» (1824−1825, 4 книги), издававшийся В. Ф. Одоевским и В. К. Кюхельбекером с участием А. С. Пушкина, А. С. Грибоедова, Е. А. Баратынского; «Северные цветы» (1824−1831) А. А. Дельвига и О. М. Сомова.
С тем же названием выходил альманах символистов «Северные цветы» в 1901−1904 и 1911 (пять выпусков).
В Великобритании в 1928 году вышел в свет «Британский альманах». Но наибольшую популярность завоевал «Whitaker’s Almanack», сохранивший архаичное написание названия. Многие альманахи имеют узкоспециальную направленность, например «Wisden Cricketer’s Almanack». Так, морские альманахи издаются для моряков и содержат астрономические данные, используемые в навигации.